# یوجی‌سی ۹۴۲۵
یوجی‌سی ۹۴۲۵ یک کهکشان‌ است.